# Charmes (Vosges)
Charmes és un municipi francès, situat al departament dels Vosges i a la regió del Gran Est. L'any 2007 tenia 4.560 habitants.

## Demografia

### Població
El 2007 la població de fet de Charmes era de 4.560 persones. Hi havia 1.984 famílies, de les quals 751 eren unipersonals (291 homes vivint sols i 460 dones vivint soles), 482 parelles sense fills, 490 parelles amb fills i 261 famílies monoparentals amb fills.
La població ha evolucionat segons el següent gràfic:
Habitants censats

### Habitatges
El 2007 hi havia 2.253 habitatges, 2.030 eren l'habitatge principal de la família, 15 eren segones residències i 208 estaven desocupats. 980 eren cases i 1.266 eren apartaments. Dels 2.030 habitatges principals, 834 estaven ocupats pels seus propietaris, 1.138 estaven llogats i ocupats pels llogaters i 58 estaven cedits a títol gratuït; 32 tenien una cambra, 181 en tenien dues, 589 en tenien tres, 595 en tenien quatre i 634 en tenien cinc o més. 1.032 habitatges disposaven pel capbaix d'una plaça de pàrquing. A 1.019 habitatges hi havia un automòbil i a 506 n'hi havia dos o més.

### Piràmide de població
La piràmide de població per edats i sexe el 2009 era:
| Homes | Edats   | Dones |
| ----- | ------- | ----- |
| 4     | 95 o +  | 8     |
| 4     | 90 a 94 | 32    |
| 24    | 85 a 89 | 96    |
| 24    | 80 a 84 | 64    |
| 76    | 75 a 79 | 100   |
| 92    | 70 a 74 | 176   |
| 100   | 65 a 69 | 116   |
| 88    | 60 a 64 | 140   |
| 52    | 55 a 59 | 120   |
| 140   | 50 a 54 | 132   |
| 168   | 45 a 49 | 144   |
| 160   | 40 a 44 | 172   |
| 104   | 35 a 39 | 148   |
| 164   | 30 a 34 | 160   |
| 173   | 25 a 29 | 224   |
| 112   | 20 a 24 | 132   |
| 172   | 15 a 19 | 108   |
| 136   | 10 a 14 | 140   |
| 156   | 5 a 9   | 156   |
| 160   | 0 a 4   | 144   |

## Economia
El 2007 la població en edat de treballar era de 2.805 persones, 1.988 eren actives i 817 eren inactives. De les 1.988 persones actives 1.619 estaven ocupades (906 homes i 713 dones) i 368 estaven aturades (158 homes i 210 dones). De les 817 persones inactives 228 estaven jubilades, 238 estaven estudiant i 351 estaven classificades com a «altres inactius».

### Ingressos
El 2009 a Charmes hi havia 2.070 unitats fiscals que integraven 4.596 persones, la mediana anual d'ingressos fiscals per persona era de 14.771,5 €.

### Activitats econòmiques
Dels 261 establiments que hi havia el 2007, 9 eren d'empreses extractives, 11 d'empreses alimentàries, 2 d'empreses de fabricació de material elèctric, 13 d'empreses de fabricació d'altres productes industrials, 29 d'empreses de construcció, 67 d'empreses de comerç i reparació d'automòbils, 9 d'empreses de transport, 18 d'empreses d'hostatgeria i restauració, 2 d'empreses d'informació i comunicació, 18 d'empreses financeres, 12 d'empreses immobiliàries, 25 d'empreses de serveis, 29 d'entitats de l'administració pública i 17 d'empreses classificades com a «altres activitats de serveis».
Dels 70 establiments de servei als particulars que hi havia el 2009, 1 era una oficina d'administració d'Hisenda pública, 1 gendarmeria, 1 oficina de correu, 6 oficines bancàries, 1 funerària, 9 tallers de reparació d'automòbils i de material agrícola, 1 taller d'inspecció tècnica de vehicles, 2 autoescoles, 2 paletes, 3 guixaires pintors, 4 fusteries, 9 lampisteries, 5 electricistes, 8 perruqueries, 2 veterinaris, 10 restaurants, 1 agència immobiliària, 1 tintoreria i 3 salons de bellesa.
Dels 36 establiments comercials que hi havia el 2009, 1 era, 3 supermercats, 2 botiges de menys de 120 m², 7 fleques, 1 una fleca, 2 llibreries, 4 botigues de roba, 3 sabateries, 1 una sabateria, 2 botigues de material esportiu, 1 una botiga de material esportiu, 2 drogueries, 1 una perfumeria i 6 floristeries.
L'any 2000 a Charmes hi havia 11 explotacions agrícoles.

## Equipaments sanitaris i escolars
El 2009 hi havia 2 psiquiàtrics, 3 farmàcies i 1 ambulància.
El 2009 hi havia 3 escoles maternals i 3 escoles elementals. A Charmes hi havia 1 col·legi d'educació secundària i 1 liceu tecnològic. Als col·legis d'educació secundària hi havia 527 alumnes i als liceus tecnològics 128.

## Poblacions més properes
El següent diagrama mostra les poblacions més properes.